# Lotta libera ai Giochi della X Olimpiade - Pesi piuma
La competizione della categoria pesi piuma (fino a 61 kg) di lotta libera dei Giochi della X Olimpiade si è svolta dal 1° al 3 agosto al Grand Olympic Auditorium in Los Angeles.

## Formato
Ad ogni incontro venivano assegnate le seguenti penalità:
- 0 = Al vincitore per schienata
- 1 = Al vincitore ai punti
- 3 = Allo sconfitto

Con cinque punti o più di penalità il lottatore veniva eliminato.

## Risultati
| Legenda                                  | Legenda |
| ---------------------------------------- | ------- |
| Lottatore con 5 penalità o più Eliminato |         |

### 1º Turno
| Vincitore            | Pen. | Risultato | Sconfitto        | Pen. |
| -------------------- | ---- | --------- | ---------------- | ---- |
| Hermanni Pihlajamäki | 0    | Schienata | Herb Rowland     | 3    |
| Ed Nemir             | 1    | Ai punti  | Christian Schack | 3    |
| Ioannis Farmakidis   | 1    | Ai punti  | Ichiro Hatta     | 3    |
| Jean Chasson         | 0    | Schienata | Fidel Arellano   | 3    |
| Einar Karlsson       | 1    | Ai punti  | Joseph Taylor    | 3    |

### 2º Turno
| Vincitore            | Pen. | Risultato | Sconfitto        | Pen. |
| -------------------- | ---- | --------- | ---------------- | ---- |
| Ed Nemir             | 1    | Schienata | Herb Rowland     | 6    |
| Hermanni Pihlajamäki | 0    | Schienata | Christian Schack | 6    |
| Ioannis Farmakidis   | 1    | Schienata | Jean Chasson     | 3    |
| Einar Karlsson       | 2    | Ai punti  | Ichiro Hatta     | 6    |
| Joseph Taylor        | 3    | Schienata | Fidel Arellano   | 6    |

### 3º Turno
Jean Chasson si ritira dalla competizione.
| Vincitore            | Pen. | Risultato | Sconfitto          | Pen. |
| -------------------- | ---- | --------- | ------------------ | ---- |
| Hermanni Pihlajamäki | 1    | Ai punti  | Ed Nemir           | 4    |
| Einar Karlsson       | 3    | Ai punti  | Ioannis Farmakidis | 4    |
| Joseph Taylor        | 3    | -         | Esente             |      |

### 4º Turno
| Vincitore            | Pen. | Risultato | Sconfitto          | Pen. |
| -------------------- | ---- | --------- | ------------------ | ---- |
| Hermanni Pihlajamäki | 2    | Ai punti  | Ioannis Farmakidis | 7    |
| Ed Nemir             | 4    | Schienata | Joseph Taylor      | 6    |
| Einar Karlsson       | 3    | -         | Esente             |      |

### 5º Turno
| Vincitore            | Pen. | Risultato | Sconfitto      | Pen. |
| -------------------- | ---- | --------- | -------------- | ---- |
| Hermanni Pihlajamäki | 2    | Schienata | Einar Karlsson | 6    |
| Ed Nemir             | 4    | -         | Esente         |      |

## Classifica finale
| Pos.    | Atleta               | Nazione       |
| ------- | -------------------- | ------------- |
| Oro     | Hermanni Pihlajamäki | Finlandia     |
| Argento | Ed Nemir             | Stati Uniti   |
| Bronzo  | Einar Karlsson       | Svezia        |
| 4       | Joseph Taylor        | Gran Bretagna |
| 5       | Ioannis Farmakidis   | Grecia        |
| 6       | Jean Chasson         | Francia       |
| 7       | Christian Schack     | Danimarca     |
| 7       | Fidel Arellano       | Messico       |
| 7       | Herb Rowland         | Canada        |
| 7       | Ichiro Hatta         | Giappone      |